# Shebelle
De Shebelle (Somalisch:Webi Shabeelle) is een rivier die ontspringt in het Ethiopisch hoogland en loopt door het oosten van Ethiopië en door het zuiden van Somalië. Alleen in jaren met voldoende regenval mondt de Shebelle uit in de Jubba, de enige rivier die niet droogvalt in de droogteperiode.

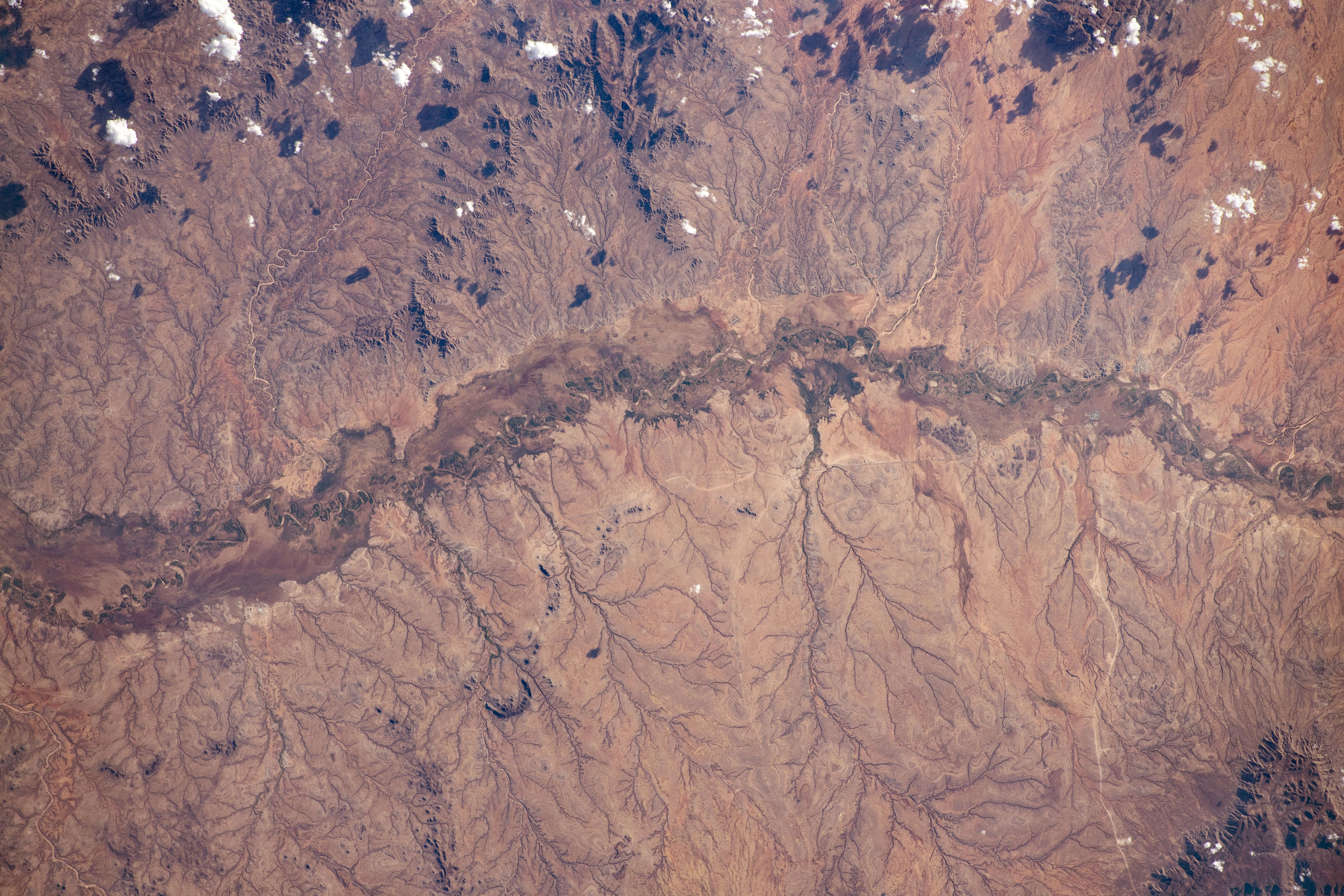
Satellietbeeld van de Shebelle in Ethiopië

- Nationale Bibliotheek van Israël: 987007489313705171
- Virtual International Authority File: 129334244